# Burg Treppach
Die Burg Treppach ist eine abgegangene mittelalterliche Höhenburg in Treppach, einem Ortsteil des Aalener Stadtteils Wasseralfingen im Ostalbkreis in Baden-Württemberg.

## Geschichte
Die Burg Treppach war Stammsitz des Ortsadels, der Herren von Treppach. Diese waren vermutlich Ministerialen des Klosters Ellwangen und sind von 1240 (Heinricus de Treppebach) bis 1291 (Walter von Trechbach) belegt.

## Beschreibung
Die Burg lag am östlichen Ende des Ortes, nur wenige Meter vom ehemaligen Limes entfernt. Diese Lage bringt die Vermutung nahe, dass das mittelalterliche Gebäude auf den Resten eines römischen Gebäudes errichtet wurde, so wie es in der unmittelbaren Nachbarschaft des Limes häufig vorkam.
Der Burgstall, der heute ein eingetragenes Kulturdenkmal ist, wurde 1974 durch Einplanierung unwiederbringlich zerstört.